# 五島列島方言

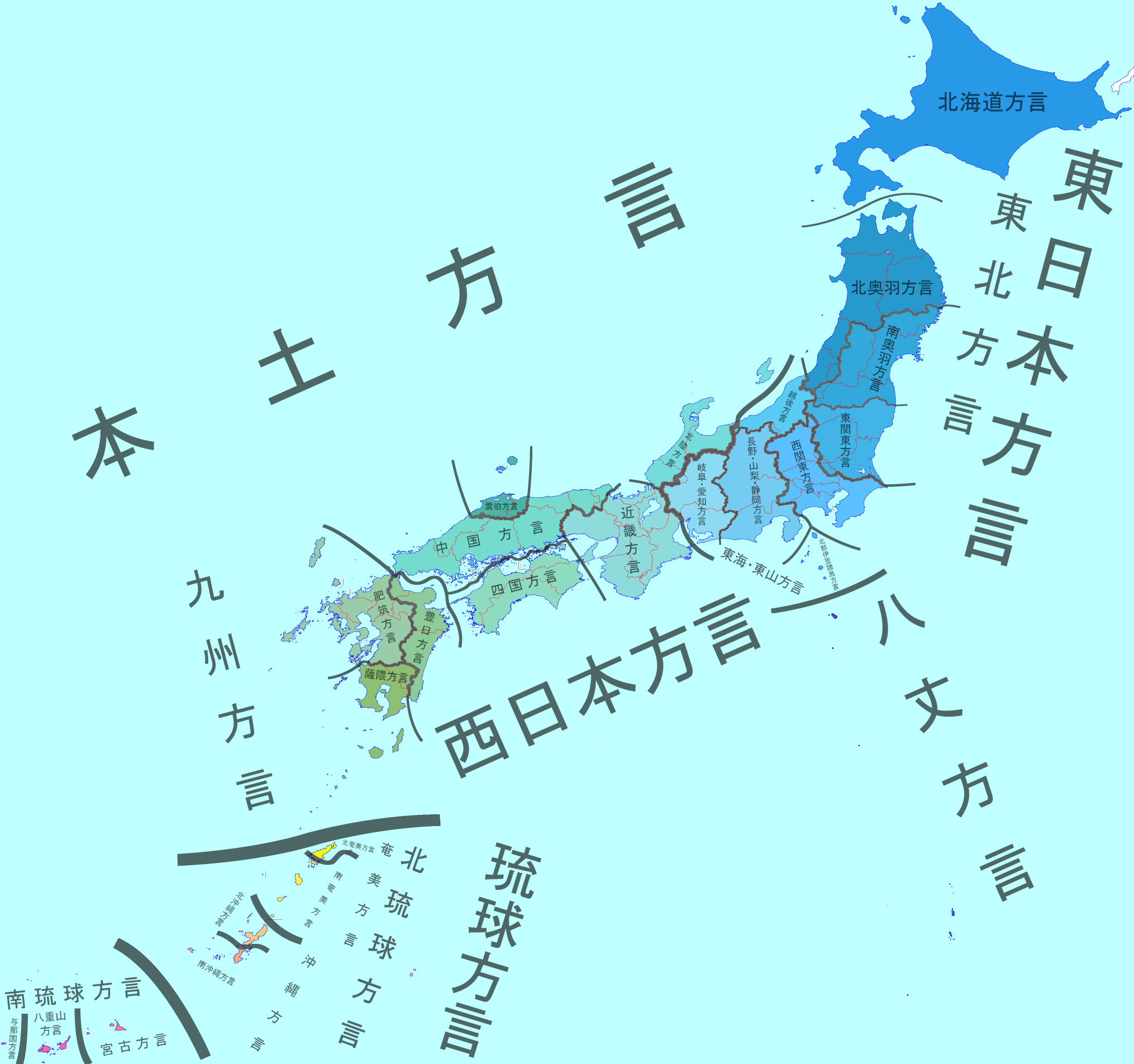
日本語の方言区分

五島列島方言（ごとうれっとうほうげん）は、五島弁（ごとうべん）とも呼ばれ、九州地方、長崎県の五島列島で話される日本語の方言である。長崎県本土の長崎弁に似るが、五島列島独特の語彙がある。
また、五島列島に属する地域内でも、それぞれのコミュニティ内で言葉が固有変化した結果として地域ごと、島ごとに違う語がある（言語島）。

## 概要
九州地方方言全般の特徴としては「子音が強く、母音が弱く発音される」という特徴があり、その中でも五島列島方言（以下、単に「五島弁」）は発音の撥音化や促音化が執拗で、極端な簡素化を計る。7つ以上の文字を要する語彙は存在せず、説話体も三句句切れまでが殆どでそれらを舌音である「つ」「な」「ち」などで繋ぐ話法が主流である。
例を挙げると
「伊佐どんな。伊佐どんで、私ば去らせちゃ、なんぼなんでん、村ん中かっ、気のひけたっと見えっ」（訳注：「伊佐さんね。伊佐さんは、私を去らせると、いくらなんでも、村の中では、気が引けたと見えます」）
という口語は
「イサドン・ナ・イサドン・デ・ワタシ・バ・サラセチャ・ナンボナンデン・ムラン・ナカカッ・ア・キノ・ヒケタッ・ト・ミエッ」
となり、ほぼ全てが一 - 三句切れとなっている。また、太字の「ア」は複数の文脈を繋ぐ際の楔として機能している。
極端な促音化は他方言からの語彙でも顕著で、様子を表す「〜のヨウダ」は他九州方言で「〜のゴタル」となるが、これは五島弁では促音化し「〜のゴチャッ」になり、更に訛って「〜のガチャッ」と変化している。「見に行く」は「見ガ行ク」から「見ガ行ッ」と促音化が進む。
アクセントは大部分が無アクセントである。新上五島町西部に二型式アクセント、五島市南部に一型式アクセントがわずかに分布している。

## 音韻・音声
キ・ク・チ・ツ・ビ・リ・ルなど、語頭以外のイ段・ウ段音の促音化が顕著である。長崎本土では促音化は動詞語尾「る」などに限られる。（例）ツッ（月）、ミッ（道）、オドッ（踊り）
また語頭以外のギ・グ・ジ・ズ・ニ・ブ・ミ・ムなどは撥音化しやすい。五島弁を表す代表的な例として
標準語：「右の耳に水が入って耳が聾になった」
五島弁：「ミンのミンにミンの入ってミンのツンボになった」
というものがあり、この例では「右」「耳」「水」が全て「ミン」に変化している。
語頭以外のシ・スはヒになりやすい。（例）イヒ（石）、ムヒコ（息子）

## 男性詞、女性詞
名詞に男性詞、女性詞の区別があり、男性的と思われるものに「ドン」、女性的と思われるものに「ジョ」を語尾につけて区別する。
| イジャドン   | - | 桶屋   |
| カンジャドン | - | 鍛冶屋 |
| ゴデドン     | - | 夫     |
| デヤドン     | - | 神主   |
| ヤブサンドン | - | 流鏑馬 |
| ボンドン     | - | 盆祭   |
| バボドン     | - | 下男   |

| クンクンジョ | - | 亀       |
| ツツガメジョ | - | 蝸牛     |
| ツツゴマジョ | - | ままごと |
| ベンジョ     | - | 紅       |
| イヒャジョ   | - | 位牌     |
| ニョニャジョ | - | 下女     |
| ベベジョ     | - | 着物     |

※例外としてイッドン（斎女）があり、従事するのは女性であるが、男性神に仕える性格であるため男性詞となる。

## 冠詞
冠詞として強調冠詞である「クロ」、否定冠詞である「イン」があり、これは例示すると「クロズンバッカ＝クロ-ズンバッカ＝大助平」「インサンジョ＝イン-サンジョ＝食えない山椒」となる。
否定冠詞であるインは「意地」が撥音化したものであり、インノワッポ（意地の悪い人）、インドビッキレ（印籠の引き切れを語源に、太った人に対する悪口）というように、元々の語源は標準語に求められ、五島弁風に訛ったものである。

## 動詞
共通語の下一段活用動詞は、五島弁では下二段型となる。
以下に、四段活用型の「書く」における新魚目町方言の動詞活用を示す。
未然形
かかん（書かない）、かかるっ（書くことができる）、かかすっ（書かせる）
連用形
かっだす（書き出す）、かっはいむっ（書きはじめる）、かっながら（書きながら）、かっしもた（書いてしまった）、かっます（書きます）
終止・連体形
かっ（書く）、かっとっ（書く時）、かっひと（書く人）、かってん（書くから）、かっばい（書くよ）、かっと（「書く」と）、かっなら（書くなら）
意志形
かこ（書こう）、かこや（書こうよ）、かこでー（書きましょう）、かこごちゃっ（書きたい）
命令形
かけ（書け）
条件形
かけば（書けば）
完了形
きゃた、きゃーた（書いた）
以上のように、「書く」の場合、未然形「かか」、連用形「かっ」、終止・連体形「かっ」、意志形「かこ」、命令形「かけ」、条件形「かけば」、完了形「きゃ」「きゃー」となる。四段活用型の連用形、終止・連体形では促音化が起こる。ただし語尾がマ行・バ行・ナ行の場合は、撥音化する。例：よん（読む、呼ぶ）、うらん（恨む）。語尾がワ行（う）の場合はウ音便形を取り、例えば「買って」「笑って」は「買ウテ（コーテ）」「笑ウテ（ワローテ）」となる。
下二段活用動詞の場合、例えば「上げる」なら、未然形「あげ（ん）」、連用形「あげ」、終止・連体形「あぐっ」、意志形「あぐ」、命令形「あげれ」、条件形「あげれば」、完了形「あげ（た）」となる（新魚目町方言の例）。上一段型の場合、例えば「起きる」なら、未然形「おきら（ん）」、連用形「おきっ」、終止・連体形「おきっ」、意志形「おきろ」、命令形「おきれ」、仮定形「おきれば」、完了形「おきっ（た）」となり（新魚目町方言の例）、四段活用化の傾向がある。
サ行変格活用「する」は、未然「せ（ん）」、連用形「し」、終止・連体形「すっ」、意志形「す」、命令形「せれ」、条件形「せれば」、完了形「し（た）」となる。

## 敬語
目上、同輩、目下に対する敬語（説話体）に値する単語としては文節を繋ぐ接続語の変化が挙げられ、「な」「じゃんな」が敬語相当、「さ」「ぞ」「の」が同輩または目下に対する語相当となる。
例：
標準語「崎山から豆腐を縄でしばって持って出たけれど、やっぱり、豆腐は豆腐、長手の腐れ水のところで、引き千切れた」
敬語「崎山から豆腐を縄でしばって持って出ましたら、な、やっぱり、豆腐あ、豆腐、長手ん腐れみんのとこで、ひっ千切れたっよな」
目下「崎山から豆腐を縄でしばって持って出たら、さ、やっぱり、豆腐あ、豆腐、長手ん腐れみんのとこで、ひっ千切れたっぞ」

## 接尾語
単語の末尾に「じゃん」「じゃかん（久賀地方）」「ちた」「ちたな」という接尾語をつけることが多い。「書くのだ」「白いのだ」が、間に「ト」が入って「書くトジャ」「白カトジャ」に変化する。理由を表す接尾語には「〜けん」を用い、「〜から」を用いない。「〜から」は別の意味合いとしての用法があり、「〜をして」「〜で」に当たる言い方として「〜シテカラ」「〜デカラ」の方で用いられる。
「でも、云々〜」と「俺たちでも」の間には明確な違いがあり、前者は「シタテン」、後者は「俺たちデン」と区別される。

## 語彙
| 語句               | 意味             | 語源                                         | 出典                       |
| アガ               | 貴方、お前       | 自分                                         | 五島方言集(1976) p.9       |
| アッパヨー         | 恐ろしいよ       |                                              | 九州地方の方言(1983) p.179 |
| アヒコ             | あそこ           |                                              | 九州地方の方言(1983) p.195 |
| アラカレ           | 離れろ           |                                              | 九州地方の方言(1983) p.179 |
| ウウカ             | 多い             |                                              | 九州地方の方言(1983) p.195 |
| オッドン、オイドン | 私たち           |                                              | 九州地方の方言(1983) p.179 |
| コッカマス         | ぶん殴る         |                                              | 九州地方の方言(1983) p.179 |
| セカラシカ         | うるさい         | 九州方言のせからしか（忙しい）からの意味変化 | 五島方言集(1976) p.8       |
| チョンドコ         | 便所、手洗い所   | 手水所（ちょうずどころ）                     | 五島方言集(1976) p.11      |
| チング             | 友達             | 朝鮮語の친구（チング、友達）                 | 五島方言集(1976) p.11      |
| チンチロモフ       | あわてふためいて |                                              | 九州地方の方言(1983) p.179 |
| ツンダシカ         | 可哀想           | 中国語の涙出度                               | 五島方言集(1976) p.10      |
| バボ               | 兄貴             |                                              | 九州地方の方言(1983) p.179 |
| バッブッドン       | 蛙               | 語源不明                                     | 五島方言集(1976) p.6       |
| ビッシャッ         | 沢山             |                                              | 九州地方の方言(1983) p.179 |
| ビッツナカ         | 不器量な         |                                              | 九州地方の方言(1983) p.179 |
| ヘッパ             | うそ             |                                              | 九州地方の方言(1983) p.179 |
| ムヒコ             | 息子             |                                              | 九州地方の方言(1983) p.195 |